# Brad Parscale
Brad Parscale (Topeka, 3 gennaio 1976) è un consulente digitale e consulente politico statunitense.
Parscale è stato direttore dei media digitali per la campagna presidenziale di Donald Trump nel 2016 ed è stato responsabile della campagna per la rielezione di Trump nel 2020

## Biografia
Parscale è nato a Topeka, nel Kansas. Suo padre, Dwight Parscale, era un assistente procuratore distrettuale e si candidò al Congresso con i democratici nel 1974 all'età di 28 anni. Dwight Parscale possedeva un ristorante e in seguito divenne CEO di NewTek, un'azienda con sede a Topeka (ora situata a San Antonio, Texas) che produce apparecchiature e accessori video, nonché software di editing di immagini per personal computer. Sua madre, Rita Parscale, era una piccola imprenditrice.
Parscale ha frequentato la Shawnee Heights High School di Tecumseh, Kansas e si è trasferito in Texas. Ha giocato a basket al liceo e ha frequentato l'Università del Texas a San Antonio, in Texas. A causa di un infortunio sportivo, ha dovuto terminare prematuramente la sua carriera sportiva. Successivamente ha frequentato la Trinity University, dove ha conseguito la laurea in finanza, commercio internazionale ed economia nel 1999.

### Vita privata
Parscale è diventato padre nel luglio 1999. La madre di sua figlia era una donna di 22 anni che aveva incontrato mentre lavorava in un salone di bellezza. I due si sono sposati nel marzo 2003 e hanno divorziato nell'ottobre 2007. Nell'estate del 2012 ha sposato Candice Blount. A partire dal 2019, questa coppia ha posseduto tre alloggi a Fort Lauderdale, in Florida.
Il 27 settembre 2020, Parscale è stato ricoverato in ospedale dopo che sua moglie ha allertato la polizia di Fort Lauderdale per segnalare che era armato e minacciato di autoaggressione. La polizia ha detto di aver risposto a un rapporto di "imminente suicidio armato maschile". Parscale è attualmente sotto sorveglianza giudiziaria. Il presidente Trump ha espresso il suo sostegno, incolpando i democratici per le sue condizioni in una dichiarazione.

## Responsabile per la campagna elettorale di Donald Trump nel 2016 e 2020
Parscale era già coinvolto nella campagna elettorale di Donald Trump per la campagna digitale nel 2016; dal 2011 aveva lavorato per la Trump Organization. Nel febbraio 2018 è stato rinominato responsabile della campagna da Trump.
Parscale è stato richiamato da Trump il 15 luglio 2020. Ciò è accaduto dopo che metà dei posti a un evento della campagna presso il BOK Center di Tulsa, Oklahoma, erano rimasti vuoti dopo un'azione dei giovani su TikTok. Un altro motivo erano le scarse valutazioni dei sondaggi di Trump. Parscale è stato sostituito da Bill Stepien. Parscale ha continuato a lavorare su progetti digitali, inclusa la produzione di video per il Congresso elettorale repubblicano. All'inizio di settembre 2020, Parscale è stato accusato di aver sprecato denaro per la campagna.